# گریگوری لپس
گْریگُری ویکْتُریسْ دْزِ لِپْسْوِریدْزِ (به گرجی: გრიგორი ვიქტორის ძე ლეფსვერიძე) معروف به گریگوری لپس (به روسی: Григорий Лепс) یک خوانندهٔ گرجی اهل روسیه است.

## زندگی
در ۱۶ ژوئیه ۱۹۶۲ در شهر سوچی از خانواده‌ای کارگری متولد گردید، پدرش ویکتور آنتونویچ کارگر کشتارگاه شهر سوچی و مادرش ناتلا سمنوا کارگر کارخانه نان شهر سوچی بودند، دوره ابتدایی را در مدرسه ابتدایی شماره ۷ گذراند، علاقه شدیدی به فوتبال و موسیقی از خود نشان داده بود، سن ۱۴ سالگی در مدرسه موسیقی رشته سازهای ضربی ثبت نام کرد. بعد از گذراندن دوره سربازی در خاباروسکی سالن رقص پارک سوچی مشغول به کار شد و در رستوران‌های شهر سوچی در گروه موسیقی راک فعالیت داشت، اواخر دهه ۸۰ کار خود را به صورت تکنوازی ادامه داد و در دهه ۹۰ به کارهای رمانتیک رو آورد و از سال ۱۹۹۵ کار حرفه‌ای خود را آغاز نمود که چندین بار به عنوان سوپر استار جوایز و افتخارات بسیاری بدست آورد.

## خانواده
- همسر اولش سیویتلانا دوبینسکایا مدرس مدرسه موسیقی که حاصل ازدواج مشترک دختری به نام اینگا که در سال ۱۹۸۴ متولد گردید و ساکن شهر مسکو می‌باشد.
- همسر دومش آننا شاپلیکوا رقصنده باله (بالرین) که نتیجه این ازدواج دو دختر به نام‌هایه آوا (۲۰۰۲) و نیکول (۲۰۰۷) و یک پسر به نام ایوان (۲۰۱۰)

## آثار

### آلبوم‌ها
- ۱۹۹۵ — Натали (Natalie)
- ۱۹۹۷ — Целая жизнь (Lifetime)Not mentioned in the discography, but quoted here: 1997. ... We are releasing the album "Lifetime", where I experiment with different authors ...f
- ۲۰۰۰ — Спасибо, люди... (Thank you, people ...)
- ۲۰۰۲ — На струнах дождя... (On the strings of rain ...)
- ۲۰۰۴ — Парус (Sail)
- ۲۰۰۶ — Лабиринт (Maze/Labyrinth)
- ۲۰۰۶ — В центре Земли (In the center of the Earth)
- ۲۰۰۷ — Второй (Second)
- ۲۰۰۹ — Водопад (Waterfall)
- ۲۰۱۱ — Пенсне (Pince-nez)
- ۲۰۱۱ — Берега чистого братства (Bank of pure brotherhood) together with singer Alexander Rosenbaum
- ۲۰۱۲ — Полный вперед!